# Djibril Thiam
Djibril Thiam (Dakar, 6 luglio 1986) è un ex cestista senegalese.

## Carriera
Con il Senegal ha disputato i Campionati mondiali del 2014.